# Zistersdorf (Herrschaft)
Die Herrschaft Zistersdorf war eine Grundherrschaft im Viertel unter dem Manhartsberg im Erzherzogtum Österreich unter der Enns, dem heutigen Niederösterreich.

## Ausdehnung
Die Herrschaft umfasste zuletzt die Ortsobrigkeit über die Stadt Zistersdorf, den Markt Drösing und die Dörfer Eichhorn, Gösting, Windischbaumgarten und Geiselberg. Der Sitz der Verwaltung befand sich in Zistersdorf.

## Geschichte
Letzter Inhaber der Stiftungsfondsherrschaft war die k.k. Theresianische Ritterakademie in Wien. Die Herrschaft wurde in den Reformen 1848/1849 aufgelöst.